# Karimeh Abbud
Karimeh Abbud (Shefa-'Amr, 18 de noviembre de 1896 – Nazaret, 27 de abril de 1940), en árabe كريمة عبّود, fue una fotógrafa profesional y artista palestina que vivió y trabajó en Palestina en la primera mitad del siglo XX. Fue una de las primeras mujeres fotógrafas en el mundo árabe.

## Principios en fotografía
Comenzó a interesarse por la fotografía en 1913, después de recibir una cámara como regalo por su decimoséptimo cumpleaños. Sus primeras fotos retrataban su familia, amistades y paisajes de Belén. Su primera fotografía firmada está fechada en octubre de 1919.

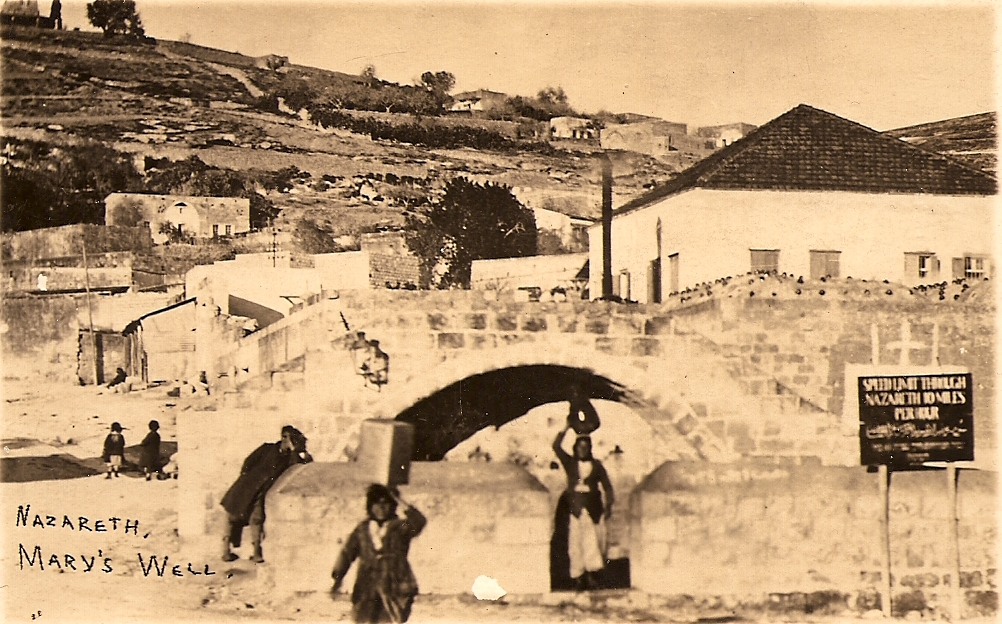
Postal de Mary's Well, por Karimeh Abbud

Karimeh estudió literatura árabe en la Universidad Americana de Beirut, en Líbano. Durante ese tiempo viajó a Baalbek para fotografiar yacimientos arqueológicos. Instaló un estudio casero y ganó dinero fotografiando a mujeres, niños, bodas y otras ceremonias. También sacó numerosas fotografías de espacios públicos en Haifa, Nazaret, Belén y Tiberíades.

## Trayectoria

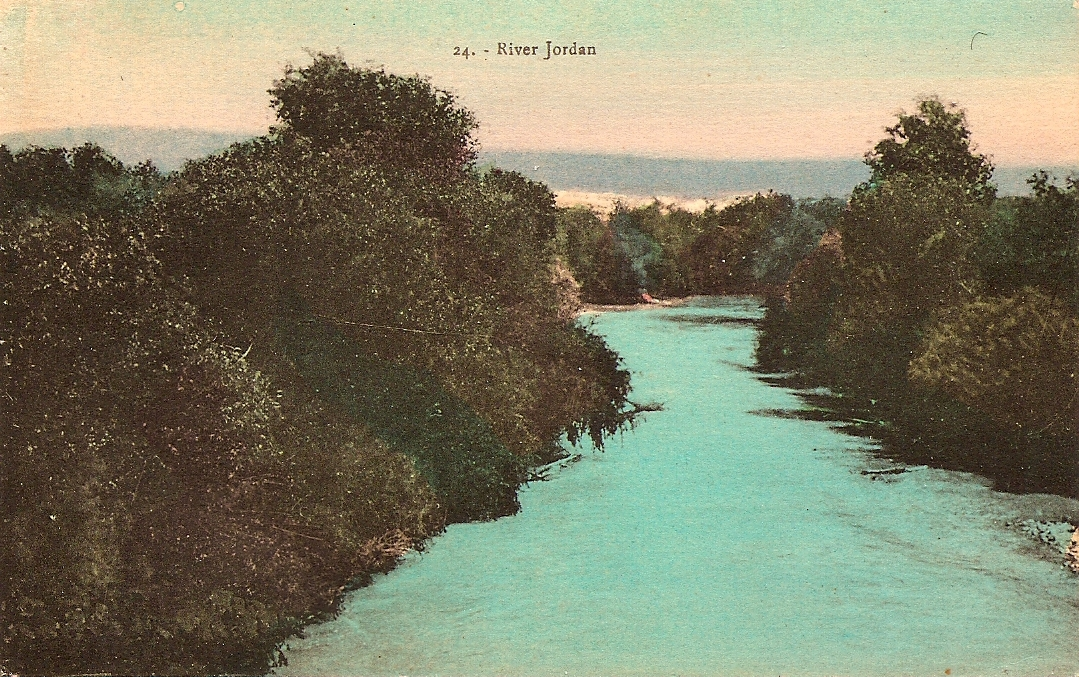
Postal coloreada del río Jordán, por Karimeh Abbud

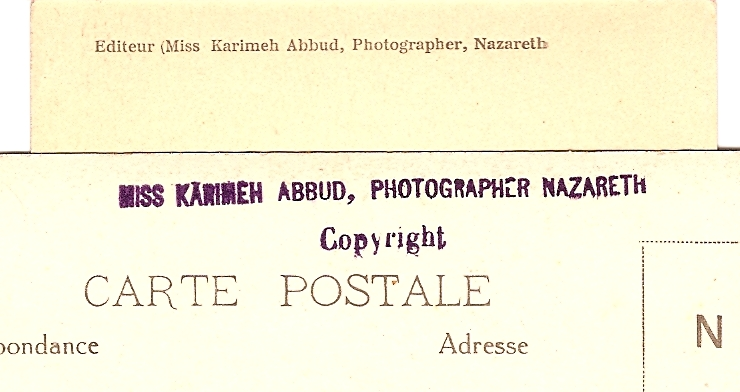
Parte trasera de dos postales con "Editeur señorita Karimeh Abbud, fotógrafa de Nazaret" y "señorita Karimeh Abbud, fotógrafa de Nazaret" aviso de copyright

En la década de 1930 ya era fotógrafa profesional, haciéndose notoria en Nazaret, donde la familia Abbud era bien conocida por su abuelo, farmacéutico del Hospital de Nazaret, y por su padre, pastor que también había servido allí. Cuando el  fotógrafo Fadil Saba de Nazaret se mudó a Haifa, el estudio de Karimeh fue muy requerido para bodas y retratos en particular. El trabajo producido en este periodo fue estampado con el sello en árabe e inglés: "Karimeh Abbud - Fotógrafa  - كريمة عبود: مصورة شمس". A mitad de la década de 1930 comenzó a ofrecer copias pintadas a mano de sus fotografías de estudio.

## Colección
Ahmed Mrowat, director del Proyecto de los Archivos de Nazaret, ha estado recopilando copias originales del extenso portafolio de Abbud. En el año 2006, Boki Boazz, un coleccionista de antigüedades israelí, descubrió más de 400 copias originales de Abbud en una casa del barrio jerosolimitano de Qatamon cuyos dueños la habían abandonado después de la ocupación israelí en 1948. Mrowat ha expandido su colección mediante la compra de las fotos a Boazz, muchas de las cuales están firmadas por la artista.

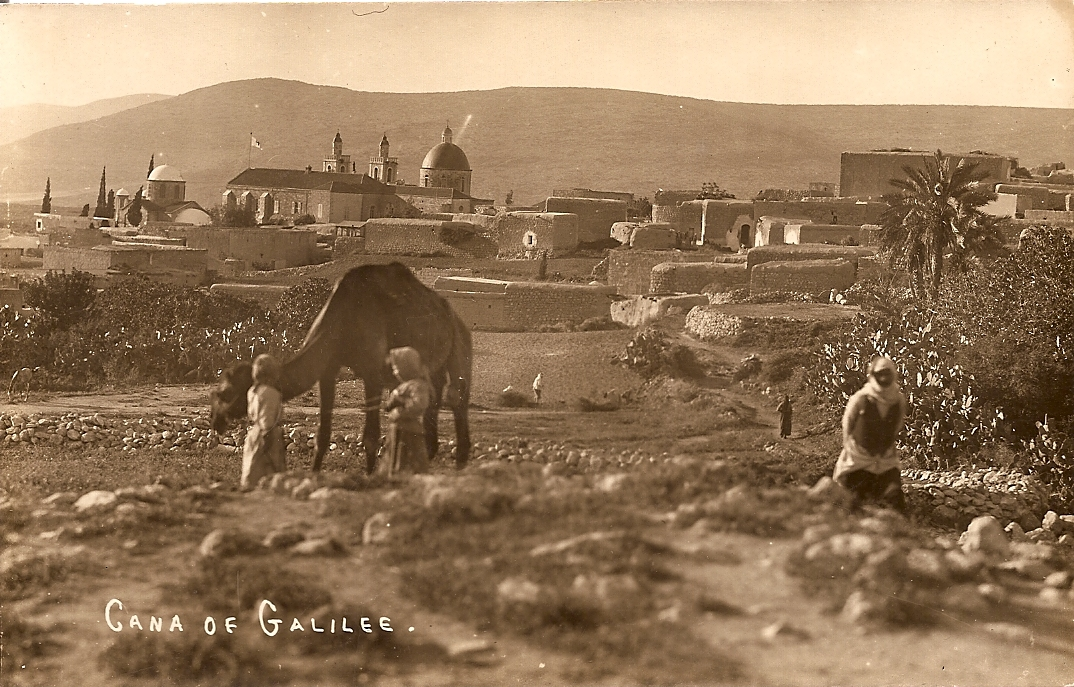
Postal de Kafr Kanna, de Karimeh Abbud

## Tributo
Google dedicó un doodle a la fotógrafa el 18 de noviembre de 2016 en honor al 123.º aniversario de su nacimiento. El doodle fue difundido en todos los países del mundo árabe.

## Documentales
- Mahasen Nasser-Eldin: Restored Pictures.Documental (22 minutos), Territorios palestinos 2012, Vimeo (árabe con subtítulos en inglés)